# ロンダ・スミス
ロンダ・スミス （Rhonda Smith）は、カナダ出身のベーシスト。 プリンス、ジェフ・ベック、チャカ・カーン、ブライアン・カルバートソン、ビヨンセなどのミュージシャンとの仕事で知られている。ロサンゼルス在住。 

## バイオグラフィー
カナダのノバスコシア州ハリファックスで生まれ。 彼女の子供時代、家族はモントリオールに引っ越した。 12才の頃から兄のベースを借りて弾き始め、 モントリオールのマギル大学でジャズパフォーマンスを学び、 地元のロックシーンである程度の経験を積んだ後、カナダのアーティストであるクロード・デュボワ 、 ダニエル・ラヴォワ、 ロバート・シャルルボワ、ジェームズ・ブロビンとの共同作業を開始。 ジム・ヒルマンとマーリン・ファクターとの仕事で「ベスト・コンテンポラリー・ジャズ・アルバム」でジュノー賞を受賞した。 
ドイツの音楽コンベンションに参加しているときに、スミスはシーラEに出会う。プリンスが新しいバンドを結成していることを知り、シーラEにプレスキットを渡した。2か月後、プリンスから電話があり、ペイズリーパーク・スタジオに行き、 1996年のアルバム「イマンシペイション」のレコーディングに参加。2009年までプリンスとレコーディングおよびツアーを行った。 
2006年、シーラE（ドラムス）による女性グループ「Chronicles of Every Diva」をキャット・ダイソン（ギター）、カサンドラ・オニール（ドラムス）らと結成。キャンディ・ダルファーとも共演した。2006年と2009年には来日もしている。 
2012年以降はタル・ウィルケンフェルドの後任としてジェフ・ベックのバンドに参加。 
2000年に、彼女は最初のソロアルバム『Intellipop』をリリース。2006年には『RS2』をリリースした。   
影響を受けたベーシストに、スタンリー・クラーク、ジャコ・パストリアス、ゲディー・リー、クリス・スクワイア、ロン・カーター、レイ・ブラウンの名前を挙げている。

## 使用機器
- ポール・リード・スミス  ゲイリー・グレインジャー・モデル4弦[12][1]
- アンプ：アギュラー DB 751ヘッド、8×10キャビネット[1]

## ディスコグラフィー
ソロ名義
- Intellipop （2000）
- RS2 （2006）

ニュー・パワー・ジェネレーション 
- ニュー・パワー・ソウル （1998）